# Nordstemmen
Nordstemmen – gmina samodzielna (niem. Einheitsgemeinde) w Niemczech, w kraju związkowym Dolna Saksonia, w powiecie Hildesheim.
W miejscowości jest stacja kolejowa Nordstemmen.